# Battle Angel Alita
Battle Angel Alita (jap. 銃夢 Ganmu; także jako GUNNM) – manga z gatunku cyberpunk autorstwa Yukito Kishiro. Kolejne rozdziały publikowane były w magazynie „Business Jump” wydawnictwa Shūeisha w latach 1991–1995.
Powstała także adaptacja w formie serii OVA w 1993 roku oraz filmu live action, zatytułowana Alita: Battle Angel w 2019 roku.
Powstały także dwie kontynuacje mangi, zatytułowane Battle Angel Alita: Last Order oraz Battle Angel Alita: Mars Chronicle.
W Polsce licencje na wydanie mangi oraz jej spin-offów zakupiło wydawnictwo Japonica Polonica Fantastica.

## Fabuła
Kobiecy cyborg, z której pozostały jedynie głowa i część klatki piersiowej, zostaje znaleziony na wysypisku przez eksperta cybernetycznego o imieniu Daisuke Ido. Ido udaje się naprawić cyborga, chociaż odkrywa, że nie posiada ona żadnych wspomnień; nadaje więc jej imię Alita. Alita wkrótce odkrywa, że potrafi instynktownie używać legendarnej sztuki walki zwanej Panzer Kunst; używa swojej umiejętności zatrudniając się jako łowca cybernetycznych kryminalistów oraz uczestnicząc w zawodach Motorballu. Po czasie Alicie udaje się jej przywołać wspomnienia ze swojego wcześniejszego życia na Marsie i swoich powiązań z latającym miastem Zalem.

## Manga
Manga była po raz pierwszy publikowana w czasopiśmie „Business Jump” wydawnictwa Shūeisha w 3. numerze w 1991 roku, który wydany został 15 stycznia 1991. Ostatni rozdział tej mangi ukazał się w 10. numerze tego czasopisma w 1995 roku. Rozdziały zostały skompilowane w 9 tomach.
Yukito Kishiro jest autorem także czterech pojedynczych opowieści związanych z serią, które zostały opublikowane w Japonii na przełomie 1997-2006. Zostały one później skompilowane w pojedynczym tomie zatytułowanym Ganmu gaiden (jap. 銃夢外伝), wydanym 19 grudnia 2007 roku. Są to rozdziały zatytułowane Seiya kyoku (jap. 聖夜曲) (części 1-3), Onsoku no yubi (jap. 音速の指) (części 1-2), Bashaku ondo (jap. 馬借音頭) oraz Furusato (jap. 故郷).
W latach 1998–2000 wydawnictwo Shūeisha wydało w Japonii serię ponownie, tym razem pod nazwą Ganmu aizō-ban (jap. 銃夢 愛蔵版) w wersji sześciotomowej.
W 2010 roku Yukito Kishiro przeniósł wydawanie materiałów związanych z mangą z wydawnictwa Shūeisha do Kōdansha.
W 2016 roku wydawnictwo Kōdansha opublikowało serię w formacie B6. W 2018 seria została przez to wydawnictwo opublikowana także w formacie A5, tym razem w 5 tomach.
W Polsce seria została wydana przez wydawnictwo Japonica Polonica Fantastica początkowo w latach 2003–2005 w dziewięciu tomach. W 2018-2020 wydawnictwo ponownie wydało mangę, tym razem w 4 zbiorczych tomach i z nowym tłumaczeniem.
| Nr                                                                                               | Język japoński   | Język japoński         | Język polski  | Język polski |
| Nr                                                                                               | Data wydania     | ISBN                   | Data wydania  | ISBN         |
| ------------------------------------------------------------------------------------------------ | ---------------- | ---------------------- | ------------- | ------------ |
| 1                                                                                                | 19 września 1991 | ISBN 978-4-08-875071-2 | listopad 2003 |              |
| Lista rozdziałów Zardzewiały anioł (jap. 錆びた天使 Sabita tenshi)                               |                  |                        |               |              |
| 2                                                                                                | 19 lutego 1992   | ISBN 978-4-08-875072-9 | styczeń 2004  |              |
| Lista rozdziałów Żelazna dziewica (jap. 鋼鉄の処女 Kōtetsu no shojo)                             |                  |                        |               |              |
| 3                                                                                                | 17 lipca 1992    | ISBN 978-4-08-875073-6 | marzec 2004   |              |
| Lista rozdziałów Anioł masakry (jap. 殺戮の天使 Satsuriku no enjeru)                             |                  |                        |               |              |
| 4                                                                                                | 19 maja 1993     | ISBN 978-4-08-875074-3 | maj 2004      |              |
| Lista rozdziałów Mężczyzna spowity w płomienie (jap. 炎の中に立つ男 Honō no naka ni tatsu otoko) |                  |                        |               |              |
| 5                                                                                                | 17 września 1993 | ISBN 978-4-08-875075-0 | sierpień 2004 |              |
| Lista rozdziałów Czas zemsty (jap. 復讐の季節 Fukushū no kisetsu)                                |                  |                        |               |              |
| 6                                                                                                | 19 stycznia 1994 | ISBN 978-4-08-875076-7 | wrzesień 2004 |              |
| Lista rozdziałów Droga do wolności (jap. 自由への道 Jiyū e no michi)                             |                  |                        |               |              |
| 7                                                                                                | 19 kwietnia 1994 | ISBN 978-4-08-875077-4 | listopad 2004 |              |
| Lista rozdziałów Pancerna panna młoda (jap. 機甲花嫁 Kikō hanayome)                              |                  |                        |               |              |
| 8                                                                                                | 19 września 1994 | ISBN 978-4-08-875078-1 | styczeń 2005  |              |
| Lista rozdziałów O wojnie Barjacka (jap. 馬借戦記 Bājakku senki)                                 |                  |                        |               |              |
| 9                                                                                                | 19 lipca 1995    | ISBN 978-4-08-875079-8 | kwiecień 2005 |              |
| Lista rozdziałów Podbój Zalemu (jap. ザレム征服 Zaremu seifuku)                                  |                  |                        |               |              |

## OVA
Na podstawie mangi powstała adaptacja w formie dwóch odcinków OVA, które zostały wydane w 1993 roku. Według autora mangi, od początku adaptacja miała składać się z dwóch odcinków jako, że ze względu na ilość pracy nie miał czasu dobrze zastanowić się nad stawianą przed nim propozycją i ewentualnym odrzuceniem proponowanego projektu na rzecz lepszego. Autor przyznał również, że nigdy nie miał ambicji by stworzyć animowaną adaptację komiksu.

## Powieści
Z serią związany jest także tom powieści, który został wydany przez wydawnictwo Shūeisha 4 kwietnia 1997 roku pod imprintem JUMP jBOOKS.

## Film aktorski
Reżyser James Cameron nabył prawa do serii w celu jej filmowej adaptacji jeszcze przed 2010 rokiem. Uwagę Camerona na Alitę zwrócił Guillermo del Toro. Alita była w planach produkcyjnych Camerona po zakończeniu takich produkcji jak sequel Avatara czy serii telewizyjnej Cień anioła. W przypadku tej drugiej produkcji można zauważyć wpływ, jaki na  miała Battle Angel Alita na Camerona.
Ostatecznie w październiku 2015 roku ogłoszono, że film zostanie wyprodukowany przez Camerona i Jona Landau, natomiast za reżyserię odpowiada Robert Rodriguez.
26 kwietnia 2016 roku ogłoszono, że o tytułową rolę starają się Maika Monroe, Rosa Salazar, Zendaya oraz Bella Thorne. Ostatecznie casting wygrała Rosa Salazar.
Pierwotnie premiera filmu została zaplanowana na 20 lipca 2018 roku. Została jednak przesunięta przez Fox na 21 grudnia 2018 roku. Ostatecznie film miał swoją premierę 31 stycznia 2019 roku w Londynie.